# Acnodon
Acnodon is een geslacht van zoetwatervissen die behoren tot de familie karperzalmen (Characidae), onderfamilie echte piranha's (Serrasalminae). Het geslacht werd voor het eerst beschreven in 1903 door Carl H. Eigenmann. De naam van het geslacht is afgeleid van het Latijnse woord acus (naald) en het Griekse woord odous (tand). De soorten van het geslacht komen wijdverspreid in Zuid-Amerika voor en leven in het stroomgebied van de rivieren in Brazilië en Guyana. Een soort van dit geslacht, Acnodon normani, hoewel niet erg gebruikelijk in de aquariumhandel, wordt voornamelijk door liefhebbers gehouden.

## Soorten
- Acnodon normani Gosline, 1951
- Acnodon oligacanthus (Müller & Troschel, 1844)
- Acnodon senai Jégu & Santos, 1990